# 비정질 금속 변압기
비정질 금속 변압기(Amorphous metal transformer, AMT) 또는 아몰퍼스 변압기는 전기 그리드에서 발견되는 에너지 효율적인 변압기 유형이다. 이 변압기의 자기 코어는 강자성 비정질 금속으로 만들어졌다. 일반적인 재료(Metglas)는 용융물에서 빠르게 냉각되는 얇은(예: 25μm) 포일 형태의 붕소, 규소 및 인과 철의 합금이다. 이러한 재료는 높은 자기 민감도, 매우 낮은 보자성 및 높은 전기 저항을 가지고 있다. 높은 저항과 얇은 포일 덕분에 교류 자기장이 적용될 때 와전류에 의한 손실이 줄어든다. 단점이라면 비정질 합금은 기존 결정질 철-실리콘 전기강판에 비해 포화 유도가 낮고 자기변형이 더 높은 경우가 많다.